# Митчелл, Чарльз Уильям
Чарльз Уильям Митчелл (англ. Charles William Mitchell; 1854, Ньюкасл — 1903) — английский художник исторического жанра.

## Жизнь и творчество
Чарльз У.Митчелл принадлежал к весьма популярному в конце XIX века в викторианской Англии художественному направлению прерафаэлитов. Был современником и соратником живописца Джона Уильяма Уотерхауса, писавшим свои полотна в сходной с Ч. У. Митчеллом манере. В 1880-е годы художник создаёт многочисленные крупноформатные исторические полотна. Одним из наиболее известных из них является картина «Гипатия» (1885 года), созданная по мотивам одноимённого романа (1853 года) Чарльза Кингсли, известного в XIX столетии английского писателя и проповедника христианского социализма. Полотно изображает гибель Гипатии Александрийской, женщины-учёного античного Египта, от толпы разъярённых фанатиков. Ныне картина находится в Ньюкасле, в художественном музее Лайинг.
Чарльз У.Митчелл занимался также созданием мозаичных произведений и витражей для церквей Англии.